# 메디앙스
메디앙스는 토탈 라이프 케어 전문기업 스킨케어, 수유용품, 완구발육용품, 패션용품 제조 및 도소매 업체이다.

## 역사
메디앙스의 전신은 보령그룹 창업자 김승호 회장이 1979년 4월 서울 종로구에 세운 보령장업(주)이다. 1995년 1월 코스닥시장에 주식을 상장하고, 1998년 7월 보령메디앙스(주)로 상호를 변경하였고, 2020년 1월 보령메디앙스(주)에서 지금의 사명인 메디앙스(주)로 상호를 바꾸었다. 수유용품 ‘누크’, 유아 스킨케어 ‘닥터아토피스’, 생활용품 ‘B&B’ 등 유아용품을 기반으로 성장해온 보령메디앙스는 프랑스 명품 브랜드 유아복 '타티네쇼콜라' 및 자사브랜드 '뮤아'를 통해 패션과 유통으로 사업영역을 확장하고 있다. 1980년 9월 독일 MAPA사의 치의학적 젖꼭지 NUK를 수입, 판매했다.
1982년 9월에는 대전, 대구, 광주, 부산에 지방사업소를 개설했다. 1989년 12월 공업진흥청으로부터 Q품질 마크를 획득했다. 1990년 1월 누크 베이비 스킨케어 신제품을 발매하고, 12월 연매출 100억 원을 넘어섰다. 1992년 1월 B&B 젖병세정제를 발매하고, 한국화학검사소로부터 S(안전)마크 제1호를 획득했다. 1997년 10월에는 유아 전용 구강청정제 ‘베이비 오랄 크린’을 출시했다. 2000년 7월 닥터 아토피스 스킨케어를 발매하고, 이듬해 6월 한국능률협회로부터 마케팅 대상 신상품 부문 명품상을 받았다. 2003년 11월 프랑스 타티네쇼콜라(Tartine et Chocolat)사와 라이선스 계약을 맺고, 이듬해 1월 쇼콜라 브랜드 영업을 개시했다. 2004년 7월 미국 오시코시(Oshkosh)사와 오시코시 상표의 독점유통 라이선스 계약을 체결했다. 2007년 9월 스웨덴 브랜드 베이비뵨(Baby Bjorn)과 독일 브랜드 싸이벡스(Cybex)를 출시했다. 2008년 5월 독일 승용완구 빅(BIG)을 런칭하고, 12월에는 매출액이 1800억 원을 넘어섰다. 유기농 브랜드 ‘더 오가닉 코튼’을 2009년 6월 인수했다. 2006년 중국 시장에 진출하여 현지 유통업체와의 협력을 통한 안정적 매출을 시현하면서 성공 가능성을 엿본 후, 2013년 천진법인을 설립하여 B&B 단일 브랜드로 매년 100% 이상의 고성장을 보이고 있다. 또한 2015년 중국법인 상해사무소를 개소하면서 중국 내 시장 확대에 나섰다.
2010년 9월 김승호 창업회장의 넷째딸이자 막내인 김은정 대표이사 겸 부회장이 최대주주로 22.25%의 지분을 소유했다. 김은정 대표는 가톨릭대학교 경영학과를 졸업했으며 미국 세인트루이스 대학교에서 경영학 석사학위를 받고 1994년 보령제약에 입사한 뒤, 1997년 보령메디앙스로 자리를 옮겼다.

## 연혁

### 1979 ~ 1988 창립과 도전
- 1979. 04. 28 보령장업(주) 창립
- 1980. 09. 01 독일MAPA社 치의학적 젖꼭지 NUK 수입, 판매
- 1982. 09. 01 지방사업소 개설(대전, 대구, 광주, 부산)
- 1986. 04. 01 반월공장(안산)준공

### 1989 ~ 1990 성공적 시장 진입
- 1989. 12. 01 “Q”(픔질)마크획득(공업진흥청)
- 1990. 01. 16 NUK BABY SKIN CARE 신제품 발매
- 1990. 12. 22 연매출 100억 돌파

### 1991 ~ 1998 성장기반 확보
- 1992. 01. 01 B&B 젖병세정제 발매, “S”(안전)마크 제1호 획득
- 1993. 11. 17 연매출 200억 돌파
- 1994. 01. 29 본사이전(서울시 종로구 원남동 보령 B/D)
- 1994. 03. 01 ROYAL NUK SKIN CARE 5종 발매
- 1994. 12. 22 한국증권업협회 주식 장외 등록
- 1996. 11. 11 연매출 300억 돌파
- 1997. 10. 01 유아전용 구강 청정제 베이비 오랄 크린 발매
- 1998. 07. 01 보령메디앙스(주)로 상호 변경, 공식 출범

### 1991 ~ 2004 안정적 시장 지위
- 1999. 01. 01 보령의 비전 NEO21 선포식, 타입캡슐 봉인식
- 2000. 06. 28 베이비 오랄 크린 대한민국 마케팅 대상 수상
- 2000. 07. 01 닥터 아토피스 스킨케어 발매
- 2001. 06. 20 닥터아토피스 마케팅 대상 신상품 부문 명품상 수상
- 2001. 05. 22 B&B 젖병세정제 대한민국 마케팅 대상 활동 사례 부문 우수상
- 2003. 11. 14 프랑스 타티네 쇼콜라와 라이센트 계약
- 2003. 12. 17 청소년 스킨케어 Critem by gieric 출시
- 2003. 12. 17 닥터 아토피스 중앙일보 선정 “2003 HIT상품”
- 2004. 05. 18 아이맘, 능률 협회 선정 “대한민국 마케팅 브랜드 우수상”
- 2004. 05. 18 DR.ato 능률협회 선정 “대한민국 마케팅 브랜드 명품상”
- 2004. 07. 28 미국 오시코시사와 라이선스 계약 체결
- 2004. 09. 14 매출 600억 돌파
- 2004. 09. 22 CGMP 공장 지정(대한화장품협회)

### 2005 ~ 2013 글로벌화 초석마련
- 2005. 01. 03 inno-BR 비젼 선포식
- 2005. 03. 28 아이맘 하우스 1호점(청담점)오픈
- 2005. 04. 26 DR. ato 능률협회 선정 “대한민국 마케팅 명품상”
- 2005. 05. 02 퓨어가닉 4종 로션(로션,크림,워시,솝) 출시
- 2005. 08. 26 마텔사와 피셔프라이스 판매의향서 체결
- 2005. 12. 27 연매출 1,000억 돌파
- 2006. 05. 04 홀트 아동복지회 후원행사
- 2006. 05. 16 B&B, 한국능률협회 선정 “브랜드 명품상” 수상
- 2006. 05. 19 NUK, 일본 능률협회 선정 “글로벌 고객만족도(GCSI)” 유아용품 부문 1위 수상
- 2006. 06. 08 타티네 쇼콜라, 동아일보주최 “2006년 대한민국 대표 브랜드” 대상 수상
- 2006. 08. 13 제 1회 아이맘 페스티벌 개최
- 2006. 09. 26 NUK젖병, 닥터아토마일드 한국표준협회컨설팅 선정
- 2006. 09. 26 “소비자 엘빙지수(KWCI) 1위 선정”
- 2006. 10. 16 “2006 서울 국제 임신출산 육아용품 박람회” 참가(주협찬사)
- 2006. 12. 01 타티네 쇼콜라, 패션전문지 선정 “2006 최우수 유아 브랜드” 및 “유아용품부문대한민국 베스트 브랜드” 선정
- 2007. 01 24 NUK, Dr.Ato 소비자 포럼 및 한국 경제신문사 선정 “퍼스트 브랜드” 대상 수상
- 2007. 03. 09 "Mom &Baby EXPO 임신출산 육아용품 박람회" 참가(주협찬사)
- 2007. 07. 25 NUK 대한민국 브랜드 파워 혁신 대상 수상(서울경제신문)
- 2008. 01. 02 “항산황 및 항염효과를 갖는 싸리, 금전초 및 반지련 혼합 추출물을 함유하는 화장료 조성물” 특허등록
- 2008. 01. 16 생활용품/닥터아토피스 브랜드, 제품(기술)부문 '2008 대한민국 경영혁신대상' 수상 - 한국경제신문사 주최
- 2008. 08. 21 COEX Baby Fair (임신ㆍ출산 유아박람회 참가) -삼성동 무역센터
- 2008. 12. 01 퓨어가닉, 누크 일부 품목 ECOCERT 인증 - 유럽공동체가 인정하는 프랑스 인증기관
- 2009. 03. 20 제30기 정기주주총회 - 이민숙 사외이사 신규선임
- 2009. 06. 12 유기농 브랜드 '더 오가닉 코튼' 인수
- 2010. 01. 05 김은정 대표이사 취임
- 2011. 03. 01 퓨어가닉 아임키즈 라인 출시
- 2011. 07. 20 국가경쟁력 대상 지식경제부 장관상 수상(제조/서비스 기업 부문)
- 2011. 10. 25 보건복지부 주관 나눔실천 유공자 장관상수상(기업)
- 2012. 07. 11 제1회 인구의 날 - 보건복지부 장관 표창 수상
- 2013. 04. 15 중국 천진법인 설립 (보령메디앙스 천진 상무 유한공사)

### 2014 ~ 2019 유아시장 침체
- 2014. 02. 01 닥터아토 357 11종 출시
- 2014. 04. 15 아이에게 키즈컬처센터, 이츠이매지컬 토이샵-DDP점 오픈
- 2014. 09. 11 독일 퀼른 국제 육아용품전시회(2014 Kindundjugend) 참가
- 2014. 11. 01 닥터아토 357 TV광고 ON-AIR
- 2014. 11. 01 닥터아토 세제·유연제 국내최초 ‘아토피 안심마크’ 획득
- 2014. 11. 17 여성가족부 선정 가족친화 인증기업 선정[3]
- 2014. 12. 01 한국과학기술연구원(KAIST)과 공동으로 진행한 영·유아 제품 소비 트랜드에 관한 빅데이터 분석 완료
- 2014. 12. 23 닥터아토 기능성 물티슈 3종 세트 '아토피 안심마크' 획득
- 2015. 03. 23 유아동 라이프스타일 브랜드 '뮤아' 론칭
- 2015. 04. 16 동아일보 '대한민국 대표브랜드' 비앤비 수상
- 2015. 07. 08 유아동 라이프스타일 브랜드 '뮤아' 뮤아송(MUAA SONG) 출시
- 2015. 09. 10 비앤비 TV CF 론칭
- 2015. 09. 14 올곧은 물티슈 출시
- 2015. 12. 04 보령메디앙스 충남 예산물류센터 준공
- 2015. 12. 22 '2015 가족친화우수기업 여성가족부 장관표창' 수상[4]
- 2016. 02. 17 비앤비 프리미엄 라인 3종 출시
- 2016. 03. 23 [한국의 가장 사랑받는 브랜드 대상] 수상 비앤비/ 닥터아토/ 타티네 쇼콜라
- 2016. 03. 28 아토마일드 물티슈 출시

## 공식홈페이지
- 메디앙스 공식홈페이지 보관됨 2020-09-30 - 웨이백 머신

1. ↑  
http://dart.fss.or.kr/dsaf001/main.do?rcpNo=20140829000433
2. ↑  https://terms.naver.com/entry.nhn?docId=651738&cid=43167&categoryId=43167
3. ↑  
http://www.hkbs.co.kr/?m=bbs&bid=envnews11&uid=331046
4. ↑  
http://www.fnnews.com/news/201512231051501928